# فيصل لعيبي صاحي
فيصل لعيبي صاحي فنان ورسام عراقي مواليد البصرة عام 1945. 

## نشأته
ولد فيصل في منطقة بريهة في البصرة عام 1945. والدة هو لعيبي صاحي محمد الراضي النصير ووالدته هي كاغد زيبق دويج المالكي، ولديه خمسة أشقاء. تزوج في السبعينات من الجزائرية عائشة خلاف في فرنسا.

## دراسته وعمله
تخرج من معهد الفنون الجملية في بغداد في عام 1968 ومن كلية الفنون الجميلة في بغداد عام 1970، وعمل في الصحافة منذ سنة 1966 إلى سنة 1974، فعمل في مجلة الراصد، طريق الشعب، عراق الغد، الثقافة الجديدة، وكان يرسم أيضا في مجلة الف باء وصحيفة الجمهورية. ثم اشتغل في مجلة مجلتي والمزمار في بداية ظهورها عام 1969. ثم سافر إلى فرنسا عام 1974 لمتابعة دراسته في الإيكول ناسيونال سوبيريور دي بوزار، وفي جامعة السوربون في باريس، وهو يقيم في أوروبا منذ أكمل دراسته وحتى الآن. يقيم حاليا في لندن وهو عضو في الحزب الشيوعي العراقي. وله لوحة الشهداء التي تمثل شهداء الحزب الشيوعي العراقي.

## التعليم
- 1968-1967 دبلوم معهد الفنون الجميلة، بغداد، العراق.
- 1971-1970 دبلوم كلية الفنون الجميلة، جامعة بغداد، العراق.
- 1981-1980 دبلوم مدرسة الفنون الجميلة (الإيكول ناسيونال سوبيريور دي بوزار)، باريس، فرنسا.
- 1981-1980 دبلوم الدراسات المكثفة، جامعة السوربون، باريس، فرنسا.

## عضويات
- الاتحاد الدولي للصحفيين
- جمعية الفنانين العراقيين
- نقابة الصحفيين العراقيين
- نقابة الفنانيين الفرنسيين
- اتحاد المثقفين العراقيين في الخارج
- جمعيه الفنانيين العراقين في المملكة المتحدة

## بعض المعارض الفردية
- اقام فيصل العديد من المعارض الفردية منها:

| السنة | اسم المعرض                             | المكان                                            |  |
| ----- | -------------------------------------- | ------------------------------------------------- |  |
| 1966  | دراسات                                 | العراق البصرة                                     |  |
| 1972  | النساء والشاعر (كيف نبكي - امرؤ القيس) | نقابة الفنانيين العراقيين - بغداد - العراق        |  |
| 1984  | الفاكهة المحرمة                        | صالة آلف - ميلان إيطاليا                          |  |
| 1985  | الحب والحرب                            | صالة ليوناردو دافينشي - روما - إيطاليا            |  |
| 1986  | آرابيسك                                | صالة فيلكا - روما - إيطاليا                       |  |
| 1988  | الانطباع                               | قصر الثقافة - عنابة - الجزائر                     |  |
| 1991  | في قديم الزمان                         | صالة الكوفة - لندن - المملكة المتحدة              |  |
| 1992  | ايحاء آذار - شعبان                     | صالة فور - لندن - المملكة المتحدة                 |  |
| 1997  | بدر البدور وقمر الزمان                 | لندن - المملكة المتحدة                            |  |
| 1998  | ليالي عربية                            | صالة مالتي كالجر - بتوسدام - ألمانيا              |  |
| 1999  | يا بلادي يا ما بين النهرين             | صالة الكوفة - لندن - المملكة المتحدة              |  |
| 2001  | حكايات العشاق                          | صالة نورّي آلي - كوبنهاغن - الدنمارك               |  |
| 2002  | أربعون عاما من الرسم                   | المجمع الثقافي - أبوظبي - الإمارات العربي المتحدة |  |
| 2003  | أنت بلدي العراق                        | متحف الشرق - أوسلو - النرويج                      |  |
| 2004  | مقهى بغداد: ذكريات شبابي               | صالة رونا - لندن - الممللكة المتحدة               |  |
| 2006  | الحزب والأحلام                         | صالة إميرود - عنابة - الجزائر                     |  |
| 2007  | مرآة وذاكرة من العراق                  | لا روتشيلي - فرنسا                                |  |
| 2007  | الولاء للذين وهبوني الحياة والحب       | مهرجان المدى الخامس - أربيل - العراق              |  |
| 2007  | قسطنطين بين الظلام والضوء              | قاعة مسرح قسطنطين - الجزائر                       |  |

إضافة إلى العديد من المعارض المشتركة في كل من العراق، بريطانيا، فرنسا، إيطاليا، سوريا، الكويت البحرين، الدنمارك، الولايات المتحدة الأمريكية، فلندا وألمانيا.